# Honda CB400N
Honda CB400N är en motorcykel tillverkad av Honda.